# Hockeysport

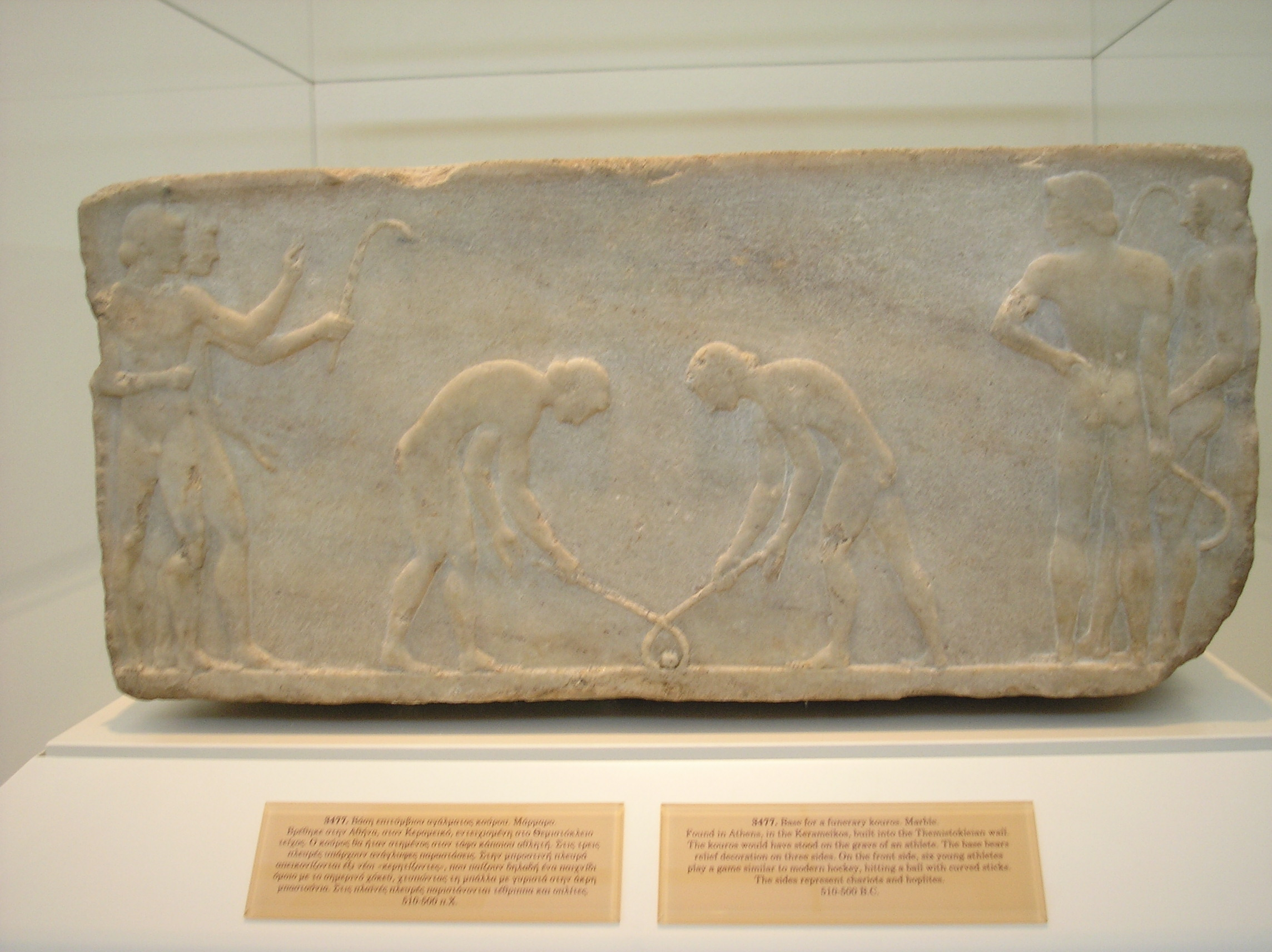
Etwa 500 v. Chr.

Hockeysport (altfranzös. hoquet, „Schäferstock“) bezeichnet eine Gruppe von Sportarten, bei der zwei Teams gegeneinander spielen und versuchen, mit einem Hockeyschläger einen Ball oder Puck ins gegnerische Tor zu befördern. Ausgehend vom traditionellen Hockey haben sich weitere Sportarten gebildet, von denen Eishockey die bekannteste ist.
In Deutschland ist mit „Hockey“ die Sportart gemeint, die auf dem Feld und in der Halle gespielt wird. Im Gegensatz hierzu bezeichnet das Wort „Hockey“ in Kanada und den USA das dort populärere Eishockey. Auch in der Schweiz ist mit „Hockey“ oftmals Eishockey gemeint.

## Hockey (Feld- und Hallenhockey)

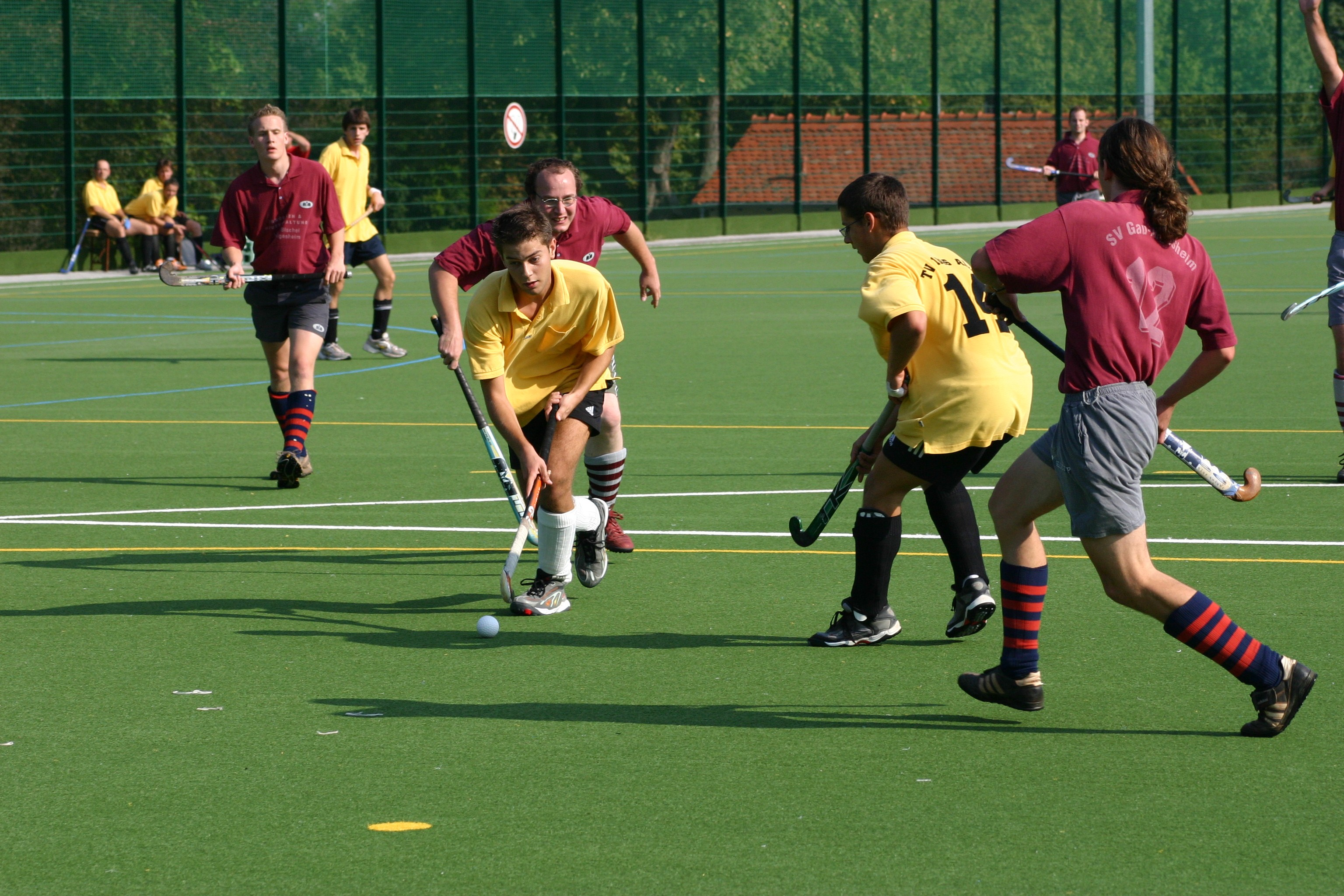
Feldhockeyspiel

Hockey (in der Schweiz auch Landhockey) ist eine olympische Sportart, die in vielen Ländern ausgeübt wird. Die weltweite Dachorganisation FIH besteht aus fünf kontinentalen Verbänden und Landesverbänden aus zurzeit 127 Nationen. Zu den erfolgreichsten Mannschaften gehörten früher Indien und Pakistan. Seit den 1980er Jahren sind Australien, Argentinien (Damen), die Niederlande und Deutschland die führenden Hockeynationen. Hockey wurde früher auf Rasen, heute jedoch fast ausschließlich auf Kunstrasen gespielt.
Neben Hockey auf Rasen (Feldhockey) wird besonders im mittel- und osteuropäischen Raum in den Wintermonaten Hockey in der Halle (Hallenhockey) gespielt. Das Feld ist nur seitlich durch zehn Zentimeter hohe Banden begrenzt. Feld- und Hallenhockey werden im Wechsel gespielt: im Sommer auf dem Feld, im Winter in der Halle.

## Eishockey

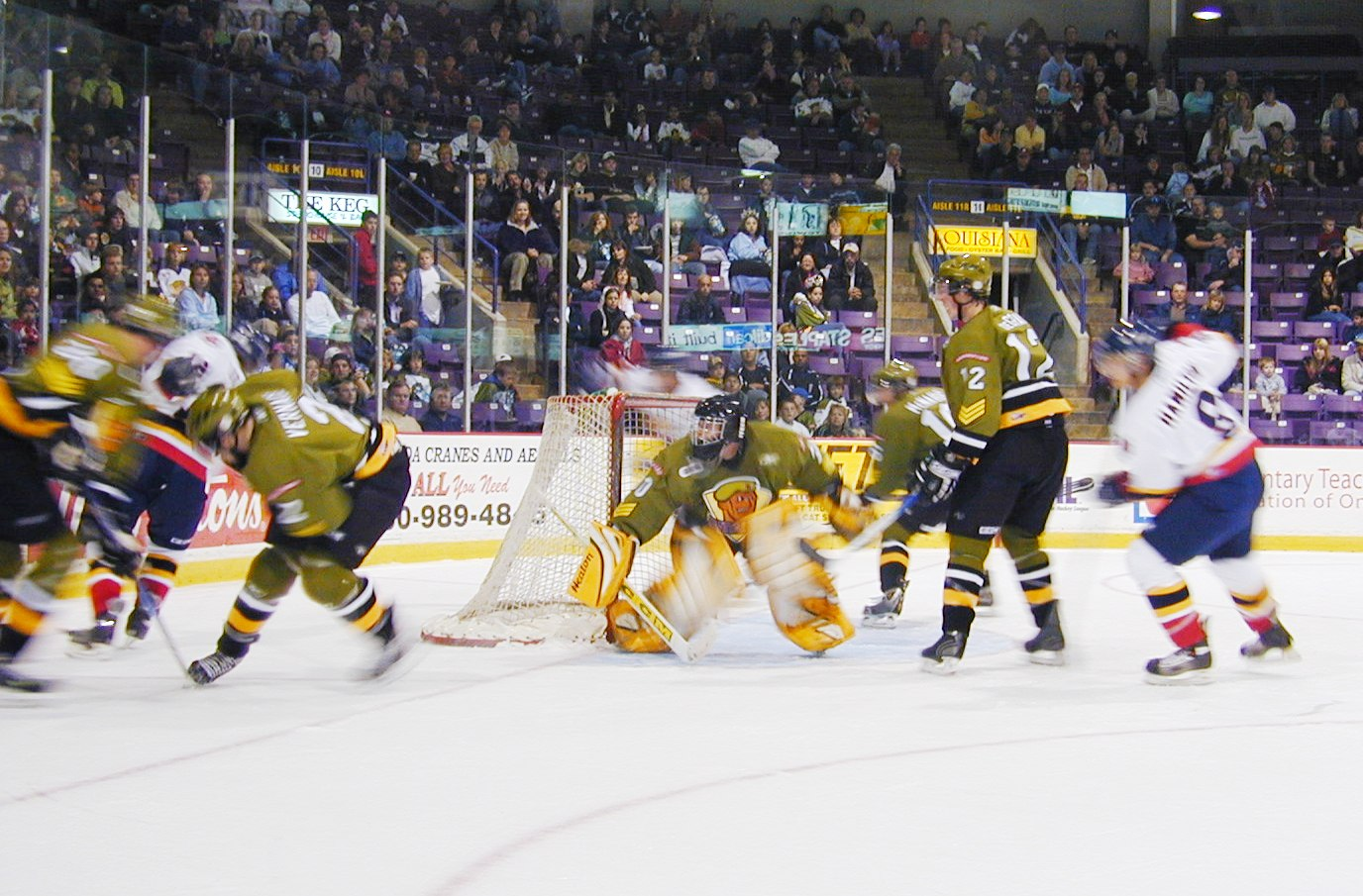
Eishockeyspiel

Beim Eishockey wird mit fünf Feldspielern und einem Torwart auf einer etwa 60 m langen und 30 m breiten Eisfläche gespielt. Ziel des Spiels ist es, einen Puck in das gegnerische Tor zu befördern.
Das Spiel ist im Allgemeinen sehr körperbetont: Mittels so genannter Bodychecks ist es möglich, den Gegner seitlich zu verdrängen, um den Puck zu erobern. Eishockey ist der schnellste Mannschaftssport. Der Puck bewegt sich mit bis zu 190 km/h. Ein Hockeyball erreicht Geschwindigkeiten von bis zu 147 km/h.
Der Eishockeysport entstand zwischen 1840 und 1875 in Kanada, wo britische Soldaten das schottische Shinney auf Schnee und Eis spielten.
Eishockey ist durch die Internationale Eishockey-Föderation (IIHF) international organisiert. Der Weltverband hat bis heute 64 Mitgliedsverbände. Als beste Eishockeyliga der Welt gilt die nordamerikanische National Hockey League (NHL).

## Rollhockey, Inline-Skaterhockey und Inlinehockey
Rollhockey wird auf Rollschuhen ausgeübt und orientiert sich am Hallenhockey. Je fünf Spieler stehen einander gegenüber und versuchen, einen kleinen Ball im gegnerischen Tor unterzubringen. Bereits 1886 wurde in London der englische Rollhockey-Verband gegründet.
Neben dieser auf klassischen Rollschuhen ausgeführten körperlos gespielten Variante des Hockeys gibt es auch noch das eishockeyähnlich mit Körpereinsatz gespielte Inline-Skaterhockey, das wahlweise auf Rollschuhen oder – seit Ende der 1990er Jahre vorherrschend – auf Hockey-Inline-Skates mit Ball gespielt wird, als auch das körperlos gespielte Inlinehockey mit Puck, das sich von der Spielausrüstung stärker am Eishockey orientiert.

## Floorball/Unihockey

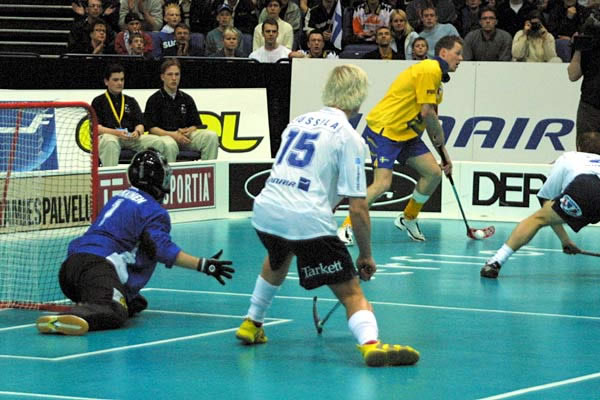
Unihockey-WM-Spiel

Floorball (in der Schweiz Unihockey, schwedisch Innebandy, finnisch Salibandy) ist eine relativ junge Mannschaftssportart aus der Familie der Stockballspiele. Es stammt über Bandy vom Hockey ab, aus dem ebenso das Rollhockey und das Eishockey hervorgegangen sind. Floorball wurde in den siebziger Jahren in Schweden, Finnland und der Schweiz gemeinsam entwickelt. Es handelt sich dabei um ein dem Hallen- oder Eishockey ähnliches Spiel, wobei auch hinter den Toren gespielt werden kann. Am meisten verbreitet ist Floorball derzeit in Schweden, Norwegen, Finnland, Tschechien und der Schweiz. Floorball wird als eine Trendsportart angesehen, die zunehmend an Popularität gewinnt und insbesondere in Schulen auf hohe Akzeptanz im dortigen Sportunterricht stößt. Aufgrund der Spieldynamik mit den sich rasch ändernden Spielsituationen auf dem Spielfeld gehört Floorball zu den schnellsten Hallensportarten, ist leicht zu erlernen und benötigt nur wenige Ausrüstungsteile, die zudem sehr preisgünstig zu erwerben sind.

## Unterscheidung von Hockey und Polo
Der Unterschied zwischen den Hockey- und den Polospielen besteht in der Handhabung des Schlägers.
Hockeyspieler führen den Hockeyschläger mit beiden Händen, in den meisten Hockeyvarianten ist es auch nicht erlaubt, einhändig zu schlagen.
Polospieler dagegen können den Poloschläger nur einhändig führen, da sie die andere Hand zum Lenken des Reittiers (Pferd, Kamel) bzw. des Fahrzeugs (Fahrrad, Segway Personal Transporter) benötigen.

## Übersicht Hockeysportarten
| Sportart             | Sportart             | Nationale Verbände | Int. Verband | Bemerkungen                             |                        |
| -------------------- | -------------------- | --- | ------------ | --------------------------------------- | ---------------------- |
| Hockey               | Feldhockey           | Deutscher Hockey-Bund Österreichischer Hockeyverband Swiss Hockey                                                                      | FIH          | Portal:Hockey                           |                        |
| Hockey               | Hallenhockey         | Deutscher Hockey-Bund Österreichischer Hockeyverband Swiss Hockey                                                                      | FIH          | Portal:Hockey                           |                        |
| Eishockey            |                      | Deutscher Eishockey-Bund Österreichischer Eishockeyverband Swiss Ice Hockey Federation                                                 | IIHF         | Portal:Eishockey                        |                        |
| Bandy                |                      | Deutscher Bandy-Bund Schweizerischer Bandy-Verband                                                                                     | FIB          | Ältere Form des Eishockeys              |                        |
| Rollsport und Inline | Rollhockey           | Deutscher Rollsport und Inline-Verband Österreichischer Rollsport-Verband Schweizer Rollsport-Verband Federation Suisse de Rink Hockey | FIRS IIHF    |                                         |                        |
| Rollsport und Inline | Inlinehockey         | Deutscher Rollsport und Inline-Verband Österreichischer Rollsport-Verband Schweizer Rollsport-Verband Federation Suisse de Rink Hockey | FIRS IIHF    |                                         |                        |
| Rollsport und Inline | Inline-Skaterhockey  | Deutscher Rollsport und Inline-Verband Österreichischer Rollsport-Verband Schweizer Rollsport-Verband Federation Suisse de Rink Hockey | IISHF        |                                         |                        |
| Floorball /Unihockey |                      | Floorball-Verband Deutschland Österreichischer Floorball Verband Swiss Unihockey                                                       | IFF          |                                         |                        |
| Polo                 |                      | Deutscher Polo Verband Austrian Polo Association Swiss Polo Association                                                                | FIP          | Hockeysportart zu Pferde                |                        |
| Rollstuhl-Hockey     | E-Hockey             | Deutscher Rollstuhl-Sportverband Schweizer Paraplegiker-Vereinigung                                                                    | ICEWH        | Hockeysportarten für Behinderte         |                        |
| Rollstuhl-Hockey     | H-Hockey             | Deutscher Rollstuhl-Sportverband Schweizer Paraplegiker-Vereinigung                                                                    |              | Hockeysportarten für Behinderte         |                        |
| Rollstuhl-Hockey     | Sledge-Eishockey     | Deutscher Rollstuhl-Sportverband Schweizer Paraplegiker-Vereinigung                                                                    | IIHF         | Hockeysportarten für Behinderte         |                        |
| Einradhockey         |                      | Deutsche Einradhockeyliga Schweizer Einradsportverband ATB - Verband für Sport-Freizeit-Verkehr                                        | IUF          | Hockeysportart auf dem Einrad           |                        |
| Weitere              | Air-Hockey           | |              | Geschicklichkeitsspiel                  | Geschicklichkeitsspiel |
| Weitere              | Beach-Hockey         | |              | Hockeysportart auf Sand                 |                        |
| Weitere              | Hurling              | |              | Irische Form des Feldhockeys            |                        |
| Weitere              | Radpolo              | |              | Hockeysportart auf Fahrrädern           |                        |
| Weitere              | Shinty               | |              | Ältere/Schottische Form des Feldhockeys |                        |
| Weitere              | Streethockey         | Österreichischer Ballhockey Verband Swiss Streethockey Association                                                                     | ISBF         | Hockeysportart auf Hartbelag            |                        |
| Weitere              | Unterwasserhockey    | Verband Deutscher Sporttaucher | CMAS         | Hockeysportart unter Wasser             |                        |
| Weitere              | Unterwassereishockey | |              | Hockeysportart unter Eis                |                        |